# Иван Марчев
Иван Димитров Марчев е български комунист, деец на Българската комунистическа партия и ВМРО (обединена).

## Биография
Марчев е роден в 1907 година в неврокопското село Марчево, което тогава е в Османската империя. Учи в Педагогическата гимназия в Неврокоп, но завършва гимназия в София в 1926 година. в 1928 година става член на БКП. Учи фармация в Бари от 1930 до 1933 година. В Италия е деец на Италианската комунистическа партия. Болен се връща в България и в края на 1933 година става член на новосформирания комитет на ВМРО (обединена) в Неврокоп. От юни е секретар на околийския комитет на организацията. Арестуван е през август 1935 година и на Процеса срещу ВМРО (обединена) на следната година е осъден на 12 и половина години. Умира в Александровската болница в 1938 година при съмнителни обстоятелства. В Марчево има негов бюст паметник, името му се носи и от селското училище.